# 狂覗
『狂覗』（KYOSHI）は、2017年公開の日本の映画。1週間のレイトショーを経てロングラン上映、その後は地方にて展開された。社会学者で映画批評家の宮台真司は『狂覗』における「学校」が現代社会のメタファーであり、これほど明瞭に描く映画を知らないと絶賛している。
ある中学生に関する実話と、劇作家・宮沢章夫の『14歳の国』が原案。調査以来過去最高を記録した、いじめ被害者数および教師による性犯罪件数に対し問題提起する異色のミステリースリラー。監督は生地獄（つんくタウンFILM）でデビューし、サスペンスホラーのみを手掛ける藤井秀剛。製作総指揮には、『探偵物語』『波の盆』など数々の日テレ系ドラマに携わった山口剛。著名俳優をいっさい起用せず、藤井主催のCFA（メジャー作品の脇役で地道に活動する無名俳優たちがスタッフワークも兼任する制作チーム）と呼ばれるチームメンバーが総出演している。

## 出演者
- 杉山樹志：谷野十
- 田中大貴：森由紀夫
- 宮下純：橋本瑞穂
- 桂弘：管直樹
- 坂井貴子：片山さつみ
- 望月智弥：野々村龍太
- 種村江津子：稲田友美校長
- 納本歩：小沢二郎教頭
- 河野仁美：辻本きよ実
- 宇羅げん：上西譲
- 小野原舞子：丸山真由美